# Кембриджшир
Кембриджшир (англ. Cambridgeshire) — церемониальное графство на востоке Англии. Входит в состав Восточной Англии.
Граничит с Линкольнширом на севере, Норфолком на северо-востоке, Суффолком на востоке, Эссексом и Хартфордширом на юге, Бедфордширом и Нортгемптонширом на западе.
Столица графства — Кембридж (146995 жителей), крупнейший город — Питерборо (население 215673 жителя). Население графства вместе с унитарной единицей Сити-оф-Питерборо 852523 жителей, без — 689109.

## География
Общая площадь территории 3389 км²; территории административной области без Сити-оф-Питерборо — 3046 км². Питерборо и Кембридж, расположенные на северо-западе и юге соответственно, являются крупнейшими населёнными пунктами. Остальная часть графства — сельская местность, включающая город Эли и такие города, как Уисбек и Сент-Нитс.
Для местного самоуправления Кембриджшир представляет собой неметропольное графство с пятью округами и унитарную область Питерборо. Местные органы власти взаимодействуют через Объединённое управление Кембриджшира и Петерборо. Графство исторически не включало Хантингдоншир или Соук-оф-Питерборо, который был частью Нортгемптоншира.
На севере и востоке графства преобладают плоские низменности, осушенные болота (Фенские болота), поддерживаемые дренажными канавами и дамбами. Здесь находится самая низшая точка Великобритании Хольм Фен: 2,75 м ниже уровня моря. Ландшафт на юге и западе слегка холмистый. Основные реки Кембриджшира — Нин, протекающая через север графства и с канализированным руслом к востоку от Питерборо, Грейт-Уз, протекающая с запада на восток мимо Хантингдона и Эли, и Кэм, приток Грейт-Уз, протекающий через Кембридж.

## История
Территория нынешнего Кембриджшира была заселена в VI веке группами англов, которые продвинулись вверх по рекам Уз и Кэм и обосновались в районе болот, где стали известны как племена гирвас. Районы, где сейчас находятся современные графства Хантингдоншир и Кембриджшир, стали землями Северного  Южного Гирваса. Генетическое тестирование семи найденных в могилах  скелетов англосаксонской эпохи показало, что пятеро были либо мигрантами, либо потомками мигрантов с континента, один был коренным британцем, а еще один имел смешанное происхождение.
В те времена болота простирались на юг до Кембриджа, и позже территории были объединены под управлением местного шерифа, выбранного в последующие годы из собственно Кембриджшира и Liberty of Ely.
В 656 году многочисленные земли в окрестностях Висбека были включены в дар аббатству Питерборо, и в том же столетии были основаны религиозные дома в Эли и Торни, однако оба были разрушены во время вторжений викингов в IX веке. По Уэдморскому договору район стал частью Денло. После изгнания датчан Эдуардом Старшим в X веке он был включен в Восточную Англию, но в XI веке был снова захвачен датчанами, которые в ходе завоеваний сожгли Кембридж. Первое упоминание о графстве в Англосаксонской хронике свидетельствует о доблестном сопротивлении, которое оно оказало захватчикам в 1010 году, в отличие от сдавшейся остальной части Восточной Англии. Система графств Восточной Англии ещё не была окончательно сформированной до нормандского завоевания Англии, но во время датской оккупации IX века вокруг Кембриджа, главного города графства, уже сформировалась определенная военная и политическая организация. Отсюда вероятно и произошли конституция и демаркация более поздних графств.
Охватывая большую часть Восточной Англии, Кембриджшир сегодня является результатом нескольких объединений органов местного самоуправления.  В 1888 году, когда были введены советы графств, были созданы отдельные советы согласно традиционному делению Кембриджшира для территорий к югу от Кембриджа и для Liberty of Isle. В 1965 году эти два административных округа были объединены в Кембриджшир и остров Эли, который в 1974 году согласно Закону о местном самоуправлении 1972 года объединился с графством на западе Хантингдон и Питерборо (которое было создано в 1965 году путем слияния Хантингдоншира с Соук-оф-Питерборо). Получившееся графство получило название просто Кембриджшир.

## Административное деление
В состав графства входят 5 районов и 1 унитарная единица:
|  | 1. Сити-оф-Кембридж 2. Саут-Кембриджшир 3. Хантингдоншир 4. Фенленд 5. Ист-Кембриджшир 6. Сити-оф-Питерборо (унитарная единица) |